# Luigi Bianchi
Luigi Bianchi (Parma, 18 gennaio 1856 – Pisa, 6 giugno 1928) è stato un matematico e politico italiano, esponente di rilievo della forte scuola di geometria fiorita in Italia a cavallo fra gli ultimi anni del XIX secolo e i primi del XX secolo.

## Biografia
Era figlio di Francesco Saverio, insigne giurista e senatore del Regno d'Italia. Come il suo amico e collega Gregorio Ricci-Curbastro, Bianchi studiò alla Scuola Normale Superiore di Pisa con Enrico Betti, eminente studioso di geometria e algebra, oggi ricordato per i suoi contributi fondanti alla topologia, e con Ulisse Dini, altra figura di spicco esperto di teoria delle funzioni.
Bianchi fu fortemente influenzato dalle idee sulla geometria di Bernhard Riemann e dal lavoro di Sophus Lie e Felix Klein sui gruppi di Lie. Bianchi divenne docente alla Normale di Pisa nel 1896, dove trascorse il resto della sua carriera. A Pisa, tra i suoi colleghi, c'era anche il talentuoso Ricci. Nel 1900 Bianchi e Dini supervisionarono la tesi di laurea del noto esperto di analisi e geometria Guido Fubini.
Nel 1898, Bianchi elaborò la classificazione di Bianchi delle nove possibili classi di isometrie delle varietà riemanniane a tre dimensioni, che equivale a classificare gli isomorfismi di un'algebra di Lie tridimensionale e reale, completando così il lavoro di Lie stesso, che aveva classificato le algebre complesse.
Grazie al lavoro di Luther P. Eisenhart e Abraham Haskel Taub, la classificazione giocò un ruolo importante nello sviluppo della teoria della relatività generale. Le nove classi di isometrie, che possono riguardare l'algebra di Lie, i gruppi di Lie, o le varietà riemanniane a tre parametri, sono spesso chiamate collettivamente gruppo di Bianchi.
Nel 1902, Bianchi riscoprì quelle che oggi si chiamano identità di Bianchi per il tensore di Riemann, che hanno un ruolo molto importante nella relatività generale (sono essenziali per capire le equazioni di campo di Einstein); queste identità erano state trovate da Ricci per primo attorno al 1889, ma accantonate da lui stesso. Tuttavia, le identità di Bianchi contratte, che sono sufficienti per dimostrare che il tensore di Einstein si annulla identicamente, erano state pubblicate da Aurel Voss nel 1880.
Dal 1924 fu membro dell'Accademia delle scienze di Gottinga.
Il 18 settembre 1924 venne nominato senatore nella XXVII legislatura del Regno d'Italia, carica che ricoprì fino alla morte, avvenuta il 6 giugno 1928, all'età di 72 anni. È sepolto nel Campo Santo Monumentale di Pisa.
La città di Pisa dedicò in suo onore una via, situata nel quartiere di Porta a Lucca, adiacente allo stadio Arena Garibaldi.

## Principali pubblicazioni

### Articoli
- Luigi Bianchi, Sui simboli a quattro indici e sulla curvatura di Riemann, in Rend. Acc. Naz. Lincei, vol. 11, n. 5, 1902,  pp. 3-7.

### Libri
- Bianchi, Luigi (prima edizione, vol. unico: 1894; edizioni successive, 3 voll.: 1902, 1909) Lezioni di geometria differenziale (editore: E. Spoerri, Pisa) ; ;
- Bianchi, Luigi (1918) Lezioni sulla teoria dei gruppi continui finiti di trasformazioni, (editore:  E. Spoerri, Pisa)
- Bianchi, Luigi (1921) Lezioni sulla teoria dei numeri algebrici e principi d'aritmetica analitica (editore: E. Spoerri, Pisa) (altra edizione:  Lezioni sulla teoria dei numeri algebrici e principi d'aritmetica analitica, su gallica.bnf.fr.).
- Bianchi, Luigi (1899) Lezioni sulla teoria dei gruppi di sostituzioni e delle equazioni algebriche secondo Galois  (editore: E. Spoerri, Pisa)
- Bianchi, Luigi (1916) Lezioni sulla teoria delle funzioni di variabile complessa e delle funzioni ellittiche (editore: E. Spoerri, Pisa)